# مارك رايت (لاعب كرة قدم مواليد 1982)
مارك رايت (بالإنجليزية: Mark Wright)‏ (24 فبراير 1982 بولفرهامبتن في المملكة المتحدة - ) هو لاعب كرة قدم بريطاني في مركز الوسط. لعب مع برايتون أند هوف ألبيون وشروزبري تاون وميلتون كينز دونز ونادي بريستول روفيرز ونادي والسول ونونيتون بورو ‏ ونادي تاموورث ونادي ستوربريدج.

## وصلات خارجية
- مارك رايت (لاعب كرة قدم بريطاني) على موقع قاعدة بيانات كرة القدم.إي يو (الإنجليزية)
- مارك رايت (لاعب كرة قدم بريطاني) على موقع Soccerbase.com (لاعب) (الإنجليزية)